# 비니겐역
비니겐역(독일어: Bahnhof Wynigen)은 스위스 베른주의 비니겐 지자체에 있는 기차역이다. 스위스 연방 철도의 표준궤 올텐-베른선의 중간 정류장이다.

## 운행편
다음 서비스는 비니겐에서 정차한다.
- 인터레기오 : 올텐과 베른 사이를 매시간 운행한다.